# Historia del idioma griego

Extensión de los dialectos griegos antiguos
1 a 4: eólico
5: jónico y 6: ático
7 a 14: dórico
15 a 18: noroccidental
19 a 21: arcado-chipriota

Las lenguas o dialectos griegos (Ελληνικές ɣλώσσες) constituyen juntos la subfamilia helénica de la familia indoeuropea. Con un registro escrito de unos 3400 años, el griego es una de las lenguas (propiamente un grupo de lenguas) cuyo desarrollo histórico puede seguirse durante un mayor período, siendo superada solo por los escritos en lenguas chinas, egipcias e hitita.

## Introducción

### Orígenes
Dentro de la cultura occidental la lengua griega ha tenido un impacto cultural muy considerable, llegando a ser la principal fuente de neologismos en léxico. Desde el punto de vista histórico y filogenético, el griego clásico y las otras formas de griego son lenguas indoeuropeas resultado de la evolución a partir del protoindoeuropeo o, mejor dicho, el complejo de lenguas indoeuropeas que desde el V milenio a. C. fueron traídas por pueblos seminómadas a Europa (probablemente procedente de las llanuras que se extienden de los Urales a los montes Tianshan, que cierran el paso al Xingiang y la Mongolia Interior (hoy dentro de China).
La lengua griega, al igual que las lenguas del grupo indoario y armenio, deriva lingüísticamente de los dialectos hablados por los pueblos indoeuropeos. Se ha conjeturado que el griego podría tener una especial relación con el indoario (Rodríguez Adrados) o con el armenio (ver hipótesis grecoarmenia). Se ha conjeturado que los pueblos indoeuropeos se habrían desplazado a mediados del IV milenio a. C. desde las estepas del norte del mar Negro (o Ponto Euxino) al valle bajo del río Danubio. Desde esta región los hablantes de protohelénico se desplazaron en dirección sur, hacia la península balcánica, llegando hasta el Epiro y Macedonia, donde se configuraron dos ramas dialectales diferenciadas: el griego oriental, más innovador y cuyos hablantes se desplazaron hacia el sur durante la primera mitad del II milenio a. C., dando lugar a los dialectos jónico y aqueo; y el griego occidental, más conservador y del que se derivaron los dialectos dórico y eólico.

### Periodificación
El grupo griego es el grupo de lenguas indoeuropeas con un registro históricamente documentado más largo, ya que existen registros escritos en alguna forma de griego desde hace unos 3600 años, cuando aparecieron las primeras inscripciones en griego micénico. Obviamente en un período de tiempo tan dilatado los registros de diferentes siglos muestran tantas divergencias que deben considerarse lenguas griegas diferentes (en el sentido de que ni los hablantes modernos de griego podrían haber comprendido directamente el griego clásico sin haberlo estudiado antes, ni los hablantes de griego clásico podrían haber comprendido el griego micénico sin haberse habituado a oírlo y haber aprendido mucha de su estructura gramatical como si de una lengua nueva se tratase). Debido a las divergencias entre los registros escritos en griego de diferentes épocas y de diferentes lugares, es conveniente establecer una periodificación para distinguir las diferentes formas de griego testimoniadas en el registro escrito a lo largo de la historia:
- Prehistoria del griego
- Griego micénico
- Dialectos antiguos
- Griego clásico
- Griego helenístico
- Griego medieval
- Griego moderno

## Griego arcaico
Durante el curso del II milenio a. C. se estima que llegó a la península griega y a algunas islas del Egeo la primera ola de hablantes de dialectos griegos. Homero llama a estos primeros griegos akhaioí (ἀχαιοί, 'aqueos'), que son citados en las fuentes hititas como ahhiyawa. El habla de estos aqueos parece ser la base de los dialectos jónico-áticos. Se conoce muy poco sobre los pelasgos, habitantes pregriegos de la península griega que fueron, o bien desplazados, o bien absorbidos por hablantes griegos. Los grupos consonánticos nth y ss que proliferan en la toponimia de Grecia (Knossos/Cnosos, Kórinthos/Corinto, Zákynthos/Zacinto) y en los nombres de plantas (akanza o arbusto espinoso, kyparissos o ciprés, etc.) son de origen pelásgico, una lengua que no se sabe si era o no indoeuropea. Tampoco sabemos mucho sobre los minoicos de Creta, que nos dejaron numerosas inscripciones en lineal A y hablaban una lengua no indoeuropea. Esta, sin embargo, con toda probabilidad debe haber dejado —en cuanto sustrato lingüístico— importantes huellas en el griego dado el grado de importancia cultural y socioeconómica a que llegaron las civilizaciones minoica y la cicládica en la cuenca del mar Egeo.
Los aqueos, muy influidos culturalmente por la civilización minoica (tal como se observa en su arte), dieron lugar a la importante civilización micénica durante la Edad de Bronce, que abarca desde el 1500 a. C. al 1100 a. C. Del griego de estas gentes tenemos las inscripciones en escritura lineal B, derivada de la escritura lineal A minoica. La lengua de estas inscripciones en bustrófedon es claramente una forma de griego, bastante uniforme a lo largo de todo su dominio, que se conoce como griego micénico. En el siglo XI a. C. la civilización micénica llega a su fin a causa de las invasiones de otro grupo griego, hablantes de dialectos dóricos, que ocuparon el Peloponeso y Grecia Oriental. A esta época le sigue una importante redistribución de pueblos griegos, y el lineal B deja de usarse, entrándose en una época oscura de la que se carece de testimonios escritos directos.
Entre los siglos XI y VIII a. C. se escribieron los poemas homéricos, basados en una tradición oral anterior que se remontaría a la época micénica. Estos poemas fueron escritos en una mezcla de dialectos eolios y dialectos jónicos y en un alfabeto basado en un modelo fenicio, en el que se reutilizaron ciertos símbolos alfabéticos correspondientes a laringales inexistentes en griego como símbolos para escribir las vocales (en una lengua semítica las vocales no resultan tan necesarias para la comprensión de lo escrito y eso explica en parte por qué los alfabetos semíticos suelen carecer de ellas). Este alfabeto griego sería adoptado por los diversos pueblos griegos y en una de sus versiones fue adaptado por los etruscos y de ellos pasó a los latinos, convirtiéndose en el sistema de escritura más universal.

## Griego antiguo, clásico y helenístico

La Ilíada comienza por describir la cólera de Aquiles

El llamado griego clásico (Κλασική Ελληνική) es una forma literaria estandarizada basada en el habla de Atenas, un dialecto ático con una fuerte influencia jónica (llamado también jónico-ático). Además de este griego clásico siempre existieron otras variantes de griego en la Antigüedad llamadas usualmente dialectos, por más que realmente deben concebirse como lenguas griegas diferentes del griego ático, aunque estrechamente emparentadas con él.
Las obras más reconocidas de la literatura griega están escritas en griego clásico. Esta variante de griego constituyó una importante fuente de la tradición cultural occidental, y en ella escribieron autores como Esquilo, Sófocles, Eurípides, Aristófanes, Safo, Anacreonte, Píndaro, Menandro, Platón, Aristóteles, Demóstenes, Heródoto, Tucídides y Jenofonte.
El griego que a menudo se estudia como modelo de lengua de la Antigüedad es el que corresponde al dialecto ático (Αττική διάλεκτος), ya que literariamente llegó a superar a todos los demás dialectos, principalmente en los siglos V a. C. (también conocido como el «Siglo de Pericles») y IV a. C. En este dialecto escribieron los grandes autores de la literatura griega: los poetas trágicos Esquilo, Sófocles y Eurípides, el poeta cómico Aristófanes, los historiadores Tucídides y Jenofonte, el filósofo Platón y los oradores Lisias, Demóstenes y Esquines. El ático se caracterizaba por su eufonía —poseía cierta calidad musical— debida a la contracción de las vocales y al uso equilibrado de los diptongos, acentos y pneumas; por este motivo y por la importancia comercial y cultural de Atenas, especialmente a partir del periodo helenístico resultó el dialecto que sirvió de modelo para la constitución del conjunto idiomático común de los hablantes de griego, la Κοινὴ ɣλῶσσα.

### Dialectos del griego antiguo

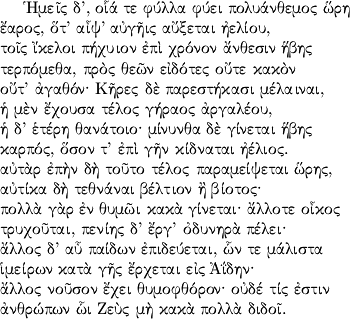
Fragmento, en jónico, de una elegía de Mimnermo

La lengua griega de la Antigüedad se hablaba no sólo en la Antigua Grecia peninsular, sino también en las colonias, dando lugar a los distintos dialectos (Αρχαιοελληνικές διάλεκτοι) que conocemos de la misma.
- Griego panfilio.  Es un dialecto aislado y poco atestiguado, que era hablado en la costa de Panfilia, sur del Asia Menor.  También considerado μιξοβάρβαρος (semibárbaro) por los griegos de la madre patria y, efectivamente, contaminado por las influencias extraídas de la lengua epicórica no griega.
- Griego del Noroeste y Dórico. Abarcaba el noroeste de Grecia, principalmente gran parte del Epiro, Molosia y Macedonia, así como la península del Peloponeso, la parte sur de la costa de Asia Menor, las islas de Creta y Rodas y gran parte de la Magna Grecia. Algunos poetas líricos como Píndaro, Baquílides y Alcmán usan un lenguaje poético teñido de ciertos rasgos dóricos.
  - Griego locrio. fue hablado en la región de la Lócrida, en Grecia central.  Suele clasificarse como un subdialecto del griego noroccidental, que a su vez pertenece al mismo grupo del griego dórico.
  - Focidio, hablado en Delfos.
  - Eleático, hablado en Olimpia, al noroeste del Peloponeso.
  - Koiné noroccidental, un dialecto parecido al ático, con algunas características del griego noroccidental y del dórico, relacionado con la Liga Etolia de los siglos III y II a. C.
- Eólico. Se hablaba en la parte norte de la costa de Asia Menor, en la isla de Lesbos, en Tesalia y en Beocia. Fue cutivado por los poetas líricos Safo y Alceo.
- Arcado-chipriota: Hablado en Arcadia y la isla de Chipre. Sólo se conoce por inscripciones datadas entre los siglos VII y IV a. C.  No confundir con el grecochipriota moderno.
- Jónico-ático. Grupo dialectal formado por:
  - Jónico. Se hablaba en Eubea, en las islas del mar Egeo y en Jonia (la región costera de Anatolia que comprende a las célebres ciudades de Esmirna, Éfeso y Mileto). Este dialecto es la base de la lengua de Homero, Hesíodo y Heródoto.
    - Homérico. Variante del griego empleada por Homero en la Ilíada y la Odisea, basado principalmente en el dialecto jónico.

  - Ático. Hablado en Atenas y la península del Ática.  El escritor que utilizó la variedad más pura del Ἀττικὴ Ἑλληνική fue Aristófanes, debido a que llevaba a escena a personajes del pueblo.

### La lengua común (koiné)

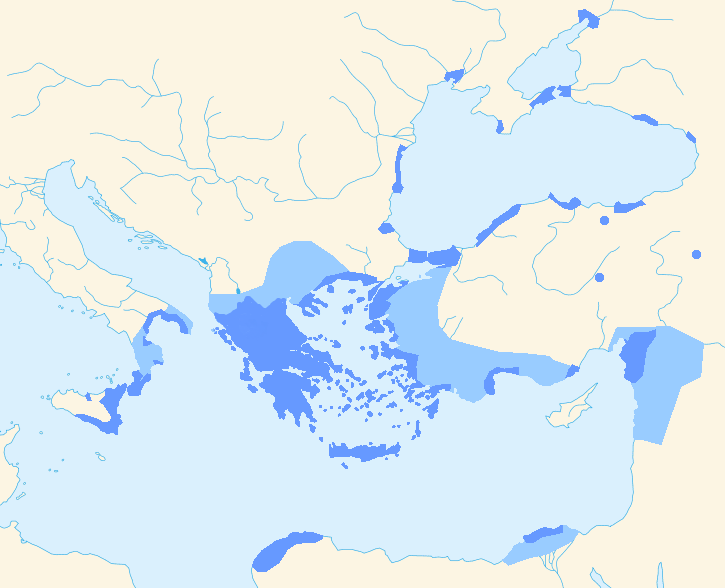
Extensión aproximada del griego helenístico o koiné

Hacia los primeros años de nuestra era, el griego clásico había sufrido ciertos cambios fonéticos y además había tomado formas de otros dialectos, y habían ido eliminándose algunas peculiaridades que distinguían el área dialectal de Atenas, dando lugar a una forma de griego conocida como ἡ κοινὴ διάλεκτος (hē koinē diálektos), ‘habla común’ o «griego helenístico», utilizado por los autores de Alejandría (cuyo dialecto era llamado alexandriné koiné) y Bizancio, que llegó, junto con el latín, a ser lengua oficial del Imperio romano. La lingua franca en el área oriental del imperio era ἡ κοινὴ γλῶσσα (hē koinḕ glṓssa, ‘lengua común’), y esto se reforzó al dividirse en dos en el 395, de modo que el Imperio romano de Oriente era preeminentemente grecófono.  En ella escribieron, entre otros, el filósofo Aristóteles, el historiador Polibio y el moralista Plutarco. Asimismo, este dialecto constituye el fondo del griego bíblico, tanto del Antiguo como del Nuevo Testamento.
La koiné también se difundió en gran parte de las costas occidentales del mar Mediterráneo hoy correspondientes a los estados de Italia, Francia y España, de modo que se hablaba o era muy conocida durante el helenismo en Neapolis, Tarantos, Syracusai, Panormos, Síbaris, Brindisi, Akragas, Crotona, Region, Nikaia, Monoikos, Antípolis, Massalia, Narbona, Sagunto, Emporion y Cirenaica (noreste de la actual Libia).

### Aticismo

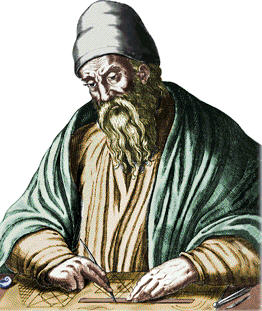
Euclides de Alejandría (ca. 325 a. C.-ca. 265 a. C.), matemático y geómetra griego.

La corriente retórica y literaria posterior a la época clásica, durante el primer cuarto del siglo I a. C., fue denominada Ἀττικισμός. Euclides y otros autores de la época del griego helenístico, pretendían dejar de lado la artificiosidad de la época helenística y de la retórica sofista, para devolverle su pureza a la lengua escrita, con frases y expresiones características de un lenguaje literario y refinado.  Buscaron imitar la corrección, la sencillez, la delicadeza y la elegancia del Ἀττικὴ Ἑλληνική (dialecto ático) de los escritores y oradores atenienses de la Grecia clásica.  La katharévousa fue un uso posterior del idioma griego en conexión con la tradición aticista.

## Griego medieval y moderno

### Griego medieval o bizantino
Aunque la lengua oficial del Imperio bizantino era la κοινή (koiné), que siguió evolucionando hasta dar lugar a lo que se conoce como griego medio, bizantino o romaico (Ῥωμαϊκή Ἑλληνική o Βυζαντινή ελληνική). Al igual que ocurría en la parte occidental del imperio con el latín, se creó una situación de diglosia en que la lengua escrita siguió siendo la antigua koiné mientras que la lengua oral acusaba rasgos fonéticos, léxicos y gramaticales cada vez más diferenciados.

### Griego moderno
El griego moderno (Νέα ελληνική o Νεοελληνική γλώσσα), lengua oficial de Grecia y Chipre, es una lengua diferente del griego clásico, con características gramaticales y fonológicas diferentes resultado de siglos de cambio lingüístico durante los cuales las estructuras del griego antiguo cambiaron hasta dar lugar a una lengua diferente. Los hablantes de griego moderno no son capaces de comprender los textos en griego antiguo si previamente no lo han estudiado, porque, aunque ambas lenguas están relacionadas, no son mutuamente inteligibles, de la misma manera que el español moderno y el latín no son mutuamente comprensibles. Esta última etapa de la lengua griega ha estado marcada desde el siglo XIX por la cuestión lingüística griega, debate en torno a la adopción como lengua oficial de un griego popular, el δημοτική (dimotikí), o de la lengua pura, la καθαρεύουσα (katharévousa), una variedad arcaizante inspirada en la koiné . Esta disputa se resolvió en 1976 con la adopción oficial del griego demótico por parte del Gobierno griego, si bien éste sigue considerablemente influido por la katharévousa.

### Dialectos modernos del griego
- Griego estándar
- Griego póntico
- Griego tsakonio
- Griego cretense
- Grecocalabrés (Griko)
- Griego salentino
- Griego chipriota